# 크리스티안 베니테스
크리스티안 로헬리오 베니테스 베탄쿠르트(스페인어: Christian Rogelio Benítez Betancourt, 1986년 5월 1일 ~ 2013년 7월 29일)는 에콰도르의 전 축구 선수로 현역 시절 포지션은 공격수였으며 추초(Chucho)라는 애칭으로도 알려져 있다.
2004년 에콰도르의 CD 엘 나시오날에서 데뷔했으며, 2007년 멕시코 프리메라 디비시온의 산토스 라구나로 이적해 2008년 팀이 클라우수라에서 우승하는 데 기여하는 등 좋은 활약을 펼쳤다. 그 뒤 2009년 잉글랜드 프리미어리그의 버밍엄 시티 FC로 임대 이적해 한 시즌 동안 활약한 뒤, 2010년 임대에서 복귀한 뒤 2011년 클루브 아메리카로 이적해 활약하였다.
또한 2005년 에콰도르 축구 국가대표팀에 정식으로 데뷔한 뒤, 총 58경기에 출전해 24골을 넣는 등 좋은 모습을 보여주면서 2006년 FIFA 월드컵과 2007년 코파 아메리카, 2011년 코파 아메리카 대회에서도 꾸준히 국가대표 공격수로서 명성을 떨쳤다.
2013년 카타르 스타스 리그의 엘자이시 SC로 이적했으나, 그 해 경기 도중 심장마비로 사망하였다. 향년 28세
사망 이후, 에콰도르 축구 협회에서는 국가대표팀에서 그가 사용했던 번호인 11번을 영구 결번 처리하였다.